# Еєр
Еєр (норв. Øyer) — комуна у фюльке Іннланнет у Норвегії.

## Населені пункти
- Tingberg
- Granrudmoen
- Hornsjø
- Мусдал (Musdal)
- Треттен (Tretten)